# 羅比·慕爾希德
羅比·慕爾希德（英語：Robbie Muirhead；1986年3月8日—）是一位蘇格蘭足球運動員。在場上的位置是前鋒。他現在效力於蘇格蘭足球超級聯賽球隊鄧迪聯足球俱樂部。他也代表蘇格蘭國家青年足球隊參賽。

## 外部連結
- 足球数据库：羅比·慕爾希德的球员统计数据